# TSport 200
Das TSport 200 ist ein Autorennen der NASCAR Camping World Truck Series, das seit 1995 im O’Reilly Raceway Park at Indianapolis in Indianapolis, Indiana, stattfindet. Das Rennen befand sich in jeder bislang gefahrenen Saison im Rennkalender. Es geht über eine Distanz von 137 Meilen (220,48 Kilometer). Bei der ersten Austragung des Rennens in der Saison 1995 betrug die Renndistanz nur 103 Meilen (165,76 Kilometer). In den Jahren 1997, 1999 und 2007 kam es zu einem „Green-White-Checkered-Finish“. Von 1995 bis 2000 wurde das Rennen am Donnerstagabend des Indianapolis-Rennwochenendes gefahren. Seit 2001 findet es am Freitag statt. Am selben Wochenende folgen das Kroger 200 der Nationwide Series am Samstag und das Allstate 400 at the Brickyard des Sprint Cup am Sonntag. Letzteres wird auf dem nahe gelegenen Indianapolis Motor Speedway ausgetragen.

## Bisherige Sieger
- 2010: Ron Hornaday Jr.
- 2009: Ron Hornaday Jr.
- 2008: Johnny Benson
- 2007: Ron Hornaday Jr.
- 2006: Rick Crawford
- 2005: Dennis Setzer
- 2004: Chad Chaffin
- 2003: Carl Edwards
- 2002: Terry Cook
- 2001: Jack Sprague
- 2000: Joe Ruttman
- 1999: Greg Biffle
- 1998: Jack Sprague
- 1997: Ron Hornaday Jr.
- 1996: Mike Skinner
- 1995: Mike Skinner